# Eli Janney
Eli H. Janney, também conhecido por Eli Hamilton Janney ou simplesmente por Eli Janney (Loundoun County, 12 de novembro de 1831 — 16 de junho de 1912) foi um inventor estadunidense amador, que idealizou o engate automático de vagões, dos trens ou comboios que conhecemos hoje.

## História
Eli Hamilton Janney, Eli H. Janney ou simplesmente Eli Janney nasceu nos Estados Unidos no dia 12 de novembro de 1831 na cidade de Loundoun County no estado da Virgínia. Filho de Daniel Janney e Elizabeth Avis Haines. Após a infância ele estuda brevemente em um seminário e logo depois ingressa na Guerra Civil Americana, então depois da guerra ele é condecorado Major exército dos Estados Confederados da América. Viajando pelo estado como caixeiro ele se instala na cidade de Alexandria, Virgínia e durante as viagens ele tem a idealização do engate automático de vagões que até aquele momento era realizado manualmente com um simples pino em um bloco de madeira entre um vagão, e outro várias vezes tendo presenciado acidentes na hora do engate manual ele, Eli teve a ideia de fazer um engate automático para que não ocorressem mais acidentes.
No dia primeiro de abril de 1873 ele requereu patente para o seu invento no registro de patentes americano, descrevendo todo o seu funcionamento. Após a análise, lhe foi concedida no dia 29 de abril de 1873 a patente de número 138.405 e após a concessão começou a produção do engate automático de vagões.

## Patentes
- U.S. Patent 77 046 Improved Car Coupling, April 21, 1868
- U.S. Patent 138 405 Improvement in Car-Couplings April 29, 1873
- U.S. Patent 156 024 Improvement in Car-Couplings October 20, 1874
- U.S. Patent 207 183 Improvement in Car-Platforms August 20, 1878
- U.S. Patent 207 525 Improvement in Car-Coupling Draw-Bars August 27, 1878
- U.S. Patent 212 703 Improvement in Car-Couplings February 25, 1879
- U.S. Patent 214 043 Improvement in Car-Buffers April 8, 1879
- U.S. Patent 215 363 Improvement in Car-Buffers May 13, 1879
- U.S. Patent 251 594
- U.S. Patent 254 093
- U.S. Patent 628 329
- U.S. Patent 628 330
- U.S. Patent 717 686
- U.S. Patent 766 042
- U.S. Patent 781 949
- U.S. Patent 781 950
- U.S. Patent 974 153
- U.S. Patent 974 154
- U.S. Patent 1 045 091
- U.S. Patent 1 095 211
- U.S. Patent RE8 153